# Lough Croan Turlough SPA
Lough Croan Turlough SPA este o arie protejată (arie de protecție specială avifaunistică — SPA) din Irlanda întinsă pe o suprafață de 151,26 ha, integral pe uscat.

## Localizare
Centrul sitului Lough Croan Turlough SPA este situat la coordonatele 53°29′40″N 8°10′52″W / 53.494546°N 8.18113°V.

## Înființare
Situl Lough Croan Turlough SPA a fost declarat arie de protecție specială avifaunistică în august 2010 pentru a proteja 11 specii de animale.

## Biodiversitate
Situată în ecoregiunea atlantică, aria protejată nu include niciun habitat protejat.
La baza desemnării sitului se află mai multe specii protejate de  păsări (11): rață sulițar (Anas acuta), rață lingurar (Anas clypeata), rață pitică (Anas crecca), rață fluierătoare (Anas penelope), rață pestriță (Anas strepera), Anser albifrons flavirostris, rață-cu-cap-castaniu (Aythya ferina), lebădă de iarnă (Cygnus cygnus), culic mare (Numenius arquata), ploier auriu (Pluvialis apricaria), nagâț (Vanellus vanellus).
Pe lângă speciile protejate, pe teritoriul sitului au mai fost identificate 1 specie de plante, 1 specie de amfibieni.